# Aubiat
Aubiat est une commune française située dans le département du Puy-de-Dôme, en région Auvergne-Rhône-Alpes. Elle fait partie de l'aire d'attraction de Clermont-Ferrand.

## Géographie

### Localisation
Aubiat est un village situé dans la plaine de la Limagne, au nord du département du Puy-de-Dôme.
Elle est limitrophe avec huit communes, en incluant le quadripoint avec Saint-Myon.
| Artonne                          | Aigueperse | Bussières-et-Pruns |
| Saint-Myon (quadripoint)         | Aubiat     | Thuret             |
| Chambaron-sur-Morge (La Moutade) | Le Cheix   | Sardon             |

### Transports

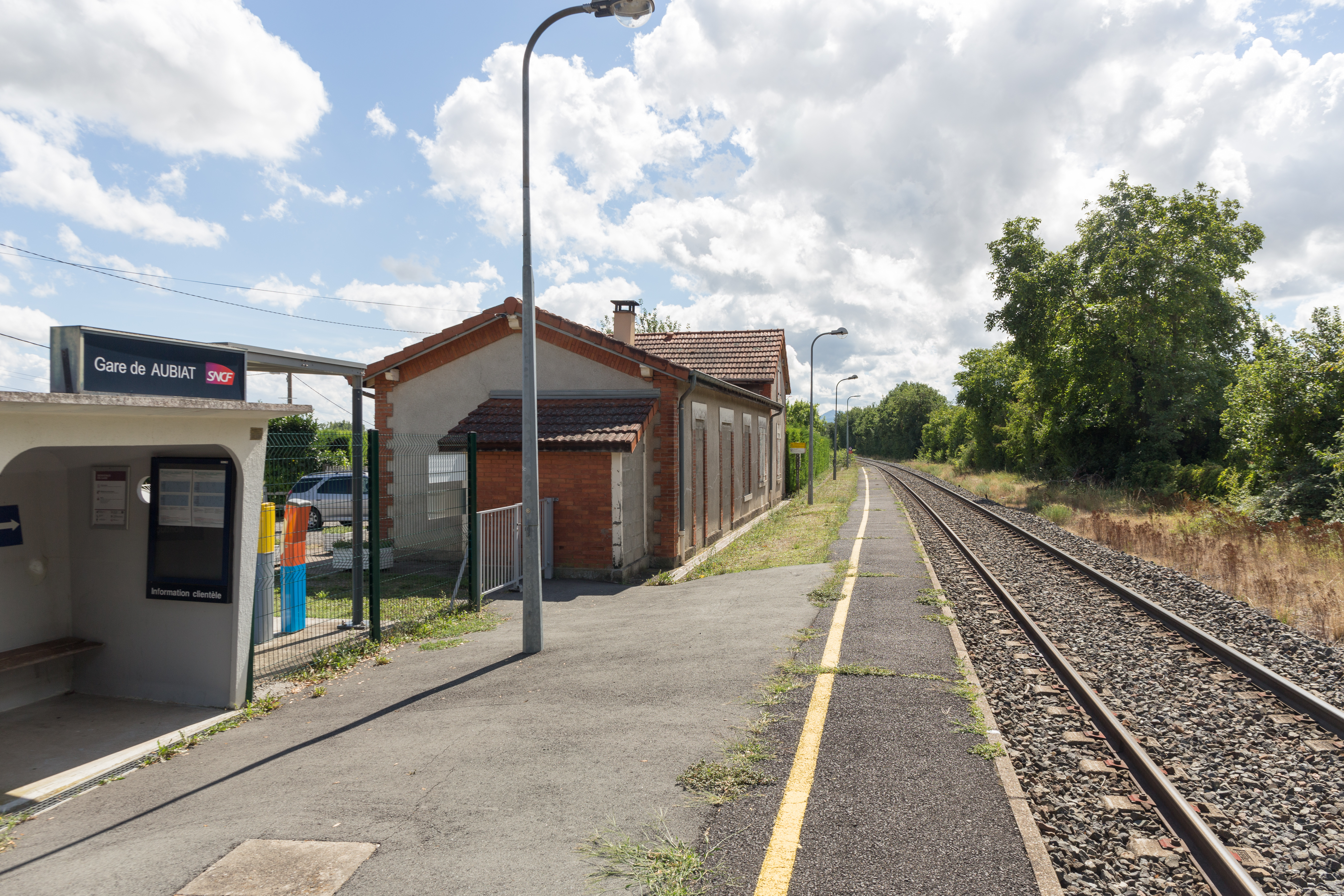
La gare.

À l'écart de la route départementale 2009 (ancienne route nationale 9) qui passe sur son territoire, Aubiat est située à cinq minutes de route d'Aigueperse, quinze minutes de Riom et trente minutes de Clermont-Ferrand. Elle est aussi traversée par les départementales 22 menant à Artonne et à Sardon par Persignat ; le lieu-dit Chazelles est desservi par les départementales 51 (menant à Sardon) et 443 (menant au centre-bourg).
La ligne de Saint-Germain-des-Fossés à Nîmes-Courbessac passe à l'ouest de la commune. Une gare est implantée, où s'arrêtent des trains TER Auvergne-Rhône-Alpes reliant Gannat (voire Montluçon) à Riom - Châtel-Guyon et Clermont-Ferrand.
À la suite de la refonte du réseau de transports interurbains du département (Transdôme), aucune ligne ne dessert la commune.

### Climat
Pour des articles plus généraux, voir Climat d'Auvergne-Rhône-Alpes et Climat du Puy-de-Dôme.
En 2010, le climat de la commune est de type climat océanique dégradé des plaines du Centre et du Nord, selon une étude du Centre national de la recherche scientifique s'appuyant sur une série de données couvrant la période 1971-2000. En 2020, Météo-France publie une typologie des climats de la France métropolitaine dans laquelle la commune est exposée à un climat de montagne ou de marges de montagne et est dans la région climatique Nord-est du Massif Central, caractérisée par une pluviométrie annuelle de 800 à 1 200 mm, bien répartie dans l’année.
Pour la période 1971-2000, la température annuelle moyenne est de 10,8 °C, avec une amplitude thermique annuelle de 16,5 °C. Le cumul annuel moyen de précipitations est de 671 mm, avec 7,5 jours de précipitations en janvier et 7,1 jours en juillet. Pour la période 1991-2020, la température moyenne annuelle observée sur la station météorologique de Météo-France la plus proche, « Charmes_sapc », sur la commune de Charmes à 13 km à vol d'oiseau, est de 11,9 °C et le cumul annuel moyen de précipitations est de 675,4 mm,. Pour l'avenir, les paramètres climatiques de la commune estimés pour 2050 selon différents scénarios d'émission de gaz à effet de serre sont consultables sur un site dédié publié par Météo-France en novembre 2022.

## Urbanisme

### Typologie
Au 1er janvier 2024, Aubiat est catégorisée commune rurale à habitat dispersé, selon la nouvelle grille communale de densité à sept niveaux définie par l'Insee en 2022.
Elle est située hors unité urbaine. Par ailleurs la commune fait partie de l'aire d'attraction de Clermont-Ferrand, dont elle est une commune de la couronne,. Cette aire, qui regroupe 209 communes, est catégorisée dans les aires de 200 000 à moins de 700 000 habitants,.

### Occupation des sols
L'occupation des sols de la commune, telle qu'elle ressort de la base de données européenne d’occupation biophysique des sols Corine Land Cover (CLC), est marquée par l'importance des territoires agricoles (93,8 % en 2018), une proportion sensiblement équivalente à celle de 1990 (93,4 %). La répartition détaillée en 2018 est la suivante : terres arables (80,4 %), zones agricoles hétérogènes (10 %), zones urbanisées (6,2 %), prairies (3,5 %). L'évolution de l’occupation des sols de la commune et de ses infrastructures peut être observée sur les différentes représentations cartographiques du territoire : la carte de Cassini (XVIIIe siècle), la carte d'état-major (1820-1866) et les cartes ou photos aériennes de l'IGN pour la période actuelle (1950 à aujourd'hui).

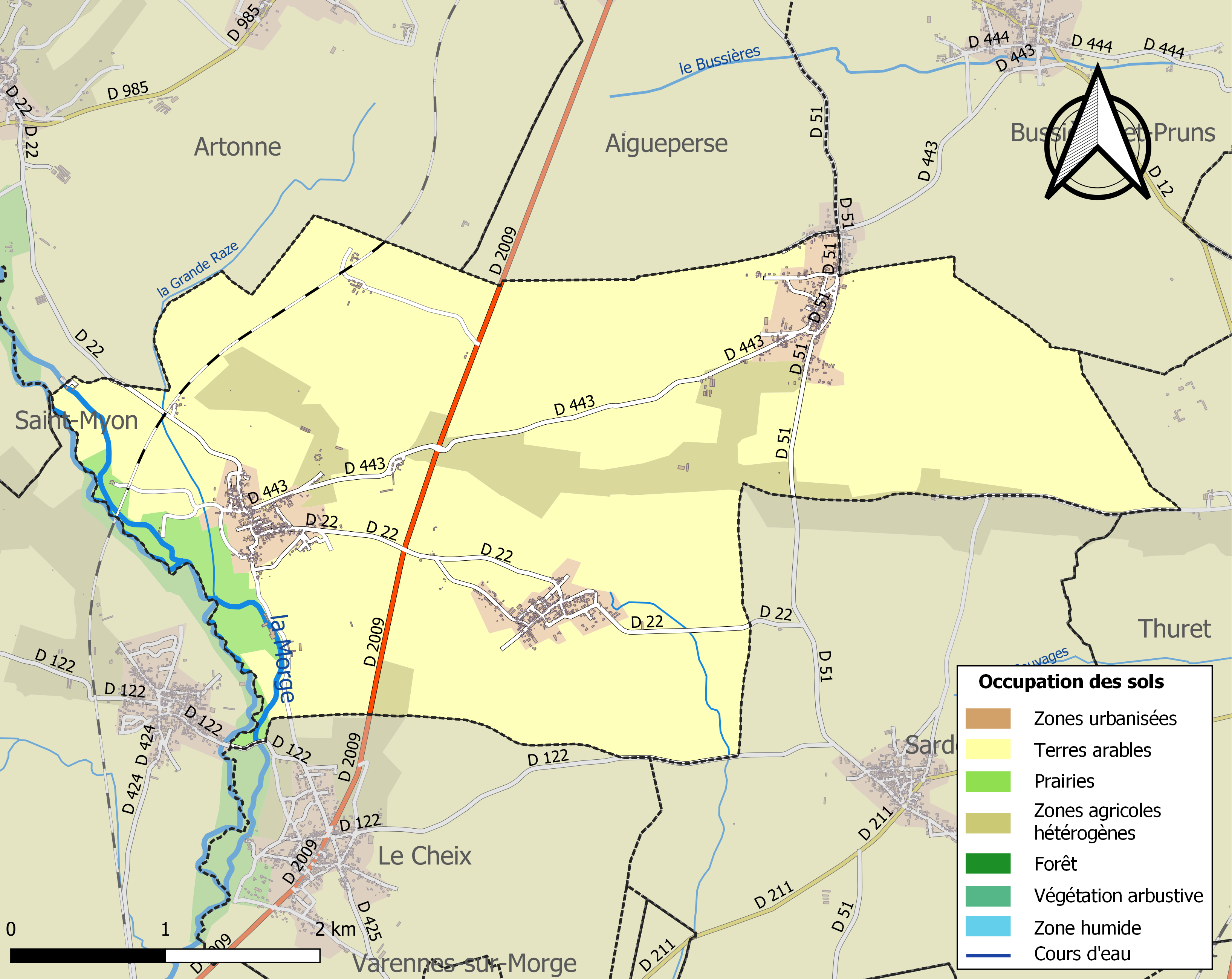
Carte des infrastructures et de l'occupation des sols de la commune en 2018 (CLC).

## Politique et administration

### Découpage territorial
La commune d'Aubiat est membre de la communauté de communes Plaine Limagne, un établissement public de coopération intercommunale (EPCI) à fiscalité propre créé le 1er janvier 2017 dont le siège est à Aigueperse. Ce dernier est par ailleurs membre d'autres groupements intercommunaux.
Sur le plan administratif, elle est rattachée à l'arrondissement de Riom, à la circonscription administrative de l'État du Puy-de-Dôme et à la région Auvergne-Rhône-Alpes.
Sur le plan électoral, elle dépend du canton d'Aigueperse pour l'élection des conseillers départementaux, depuis le redécoupage cantonal de 2014 entré en vigueur en 2015, et de la deuxième circonscription du Puy-de-Dôme pour les élections législatives, depuis le dernier découpage électoral de 2010.

### Élections municipales et communautaires

#### Élections de 2020
Le conseil municipal d'Aubiat, commune de moins de 1 000 habitants, est élu au scrutin majoritaire plurinominal à deux tours avec candidatures isolées ou groupées et possibilité de panachage. Compte tenu de la population communale, le nombre de sièges à pourvoir lors des élections municipales de 2020 est de 15. La totalité des candidats en lice est élue au premier tour, le 15 mars 2020, avec un taux de participation de 49,47 %.

#### Chronologie des maires
| Période                                  | Période                   | Identité        | Étiquette | Qualité |
| ---------------------------------------- | ------------------------- | --------------- | --------- | --- |
| Les données manquantes sont à compléter. |                           |                 |           | |
| mars 2001                                | mars 2008                 | Bruno Faraldi   |           | |
| mars 2008                                | En cours (au 2 août 2020) | Stéphane Bardin | DVG       | Directeur d'exploitation dans la restauration Vice-président de la communauté de communes Plaine Limagne (en 2017) |

## Population et société

### Démographie
Les habitants sont nommés les Aubiadaires, ou les Aubiatois[réf. nécessaire].
L'évolution du nombre d'habitants est connue à travers les recensements de la population effectués dans la commune depuis 1793. Pour les communes de moins de 10 000 habitants, une enquête de recensement portant sur toute la population est réalisée tous les cinq ans, les populations de référence des années intermédiaires étant quant à elles estimées par interpolation ou extrapolation. Pour la commune, le premier recensement exhaustif entrant dans le cadre du nouveau dispositif a été réalisé en 2006.

En 2022, la commune comptait 1 018 habitants, en évolution de +15,42 % par rapport à 2016 (Puy-de-Dôme : +2,1 %, France hors Mayotte : +2,11 %).
| 1793  | 1800  | 1806  | 1821  | 1831  | 1836  | 1841  | 1846  | 1851  |
| ----- | ----- | ----- | ----- | ----- | ----- | ----- | ----- | ----- |
| 1 042 | 1 127 | 1 275 | 1 238 | 1 338 | 1 436 | 1 447 | 1 485 | 1 503 |

| 1856  | 1861  | 1866  | 1872  | 1876  | 1881  | 1886  | 1891  | 1896  |
| ----- | ----- | ----- | ----- | ----- | ----- | ----- | ----- | ----- |
| 1 396 | 1 336 | 1 264 | 1 253 | 1 259 | 1 164 | 1 156 | 1 128 | 1 100 |

| 1901  | 1906  | 1911  | 1921 | 1926 | 1931 | 1936 | 1946 | 1954 |
| ----- | ----- | ----- | ---- | ---- | ---- | ---- | ---- | ---- |
| 1 056 | 1 056 | 1 033 | 875  | 824  | 761  | 701  | 668  | 687  |

| 1962 | 1968 | 1975 | 1982 | 1990 | 1999 | 2006 | 2011 | 2016 |
| ---- | ---- | ---- | ---- | ---- | ---- | ---- | ---- | ---- |
| 663  | 627  | 632  | 642  | 696  | 718  | 807  | 906  | 882  |

| 2021 | 2022  | - | - | - | - | - | - | - |
| ---- | ----- | - | - | - | - | - | - | - |
| 987  | 1 018 | - | - | - | - | - | - | - |

### Enseignement
Aubiat dépend de l'académie de Clermont-Ferrand.
Les élèves commencent leur scolarité à l'école maternelle du bourg (de la très petite section à la grande section, plus le cours préparatoire), puis à l'école élémentaire à Chazelles. Ils la poursuivent au collège Diderot d'Aigueperse puis dans les lycées de Riom.

## Culture locale et patrimoine

### Lieux et monuments

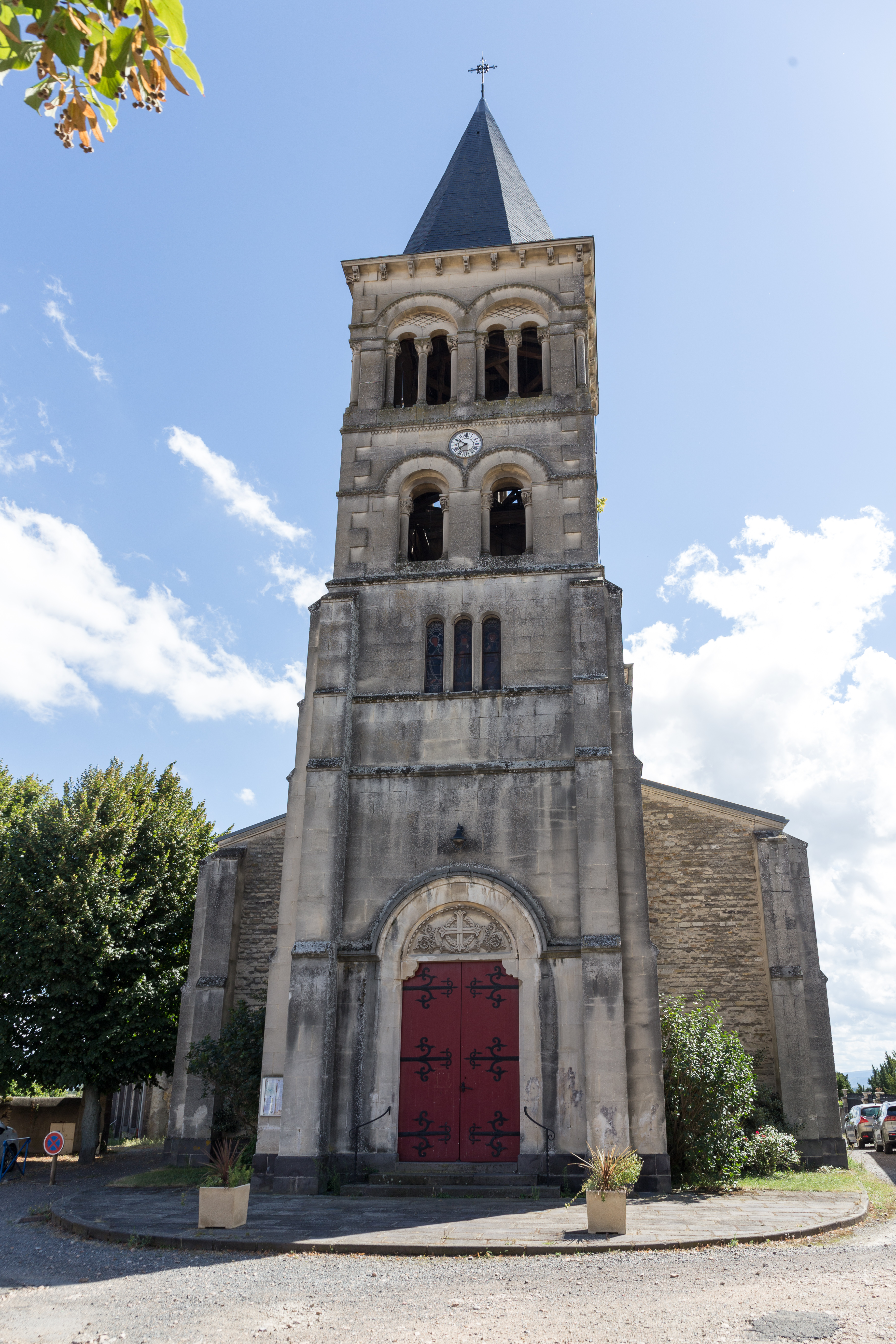
L'église Sainte-Marie
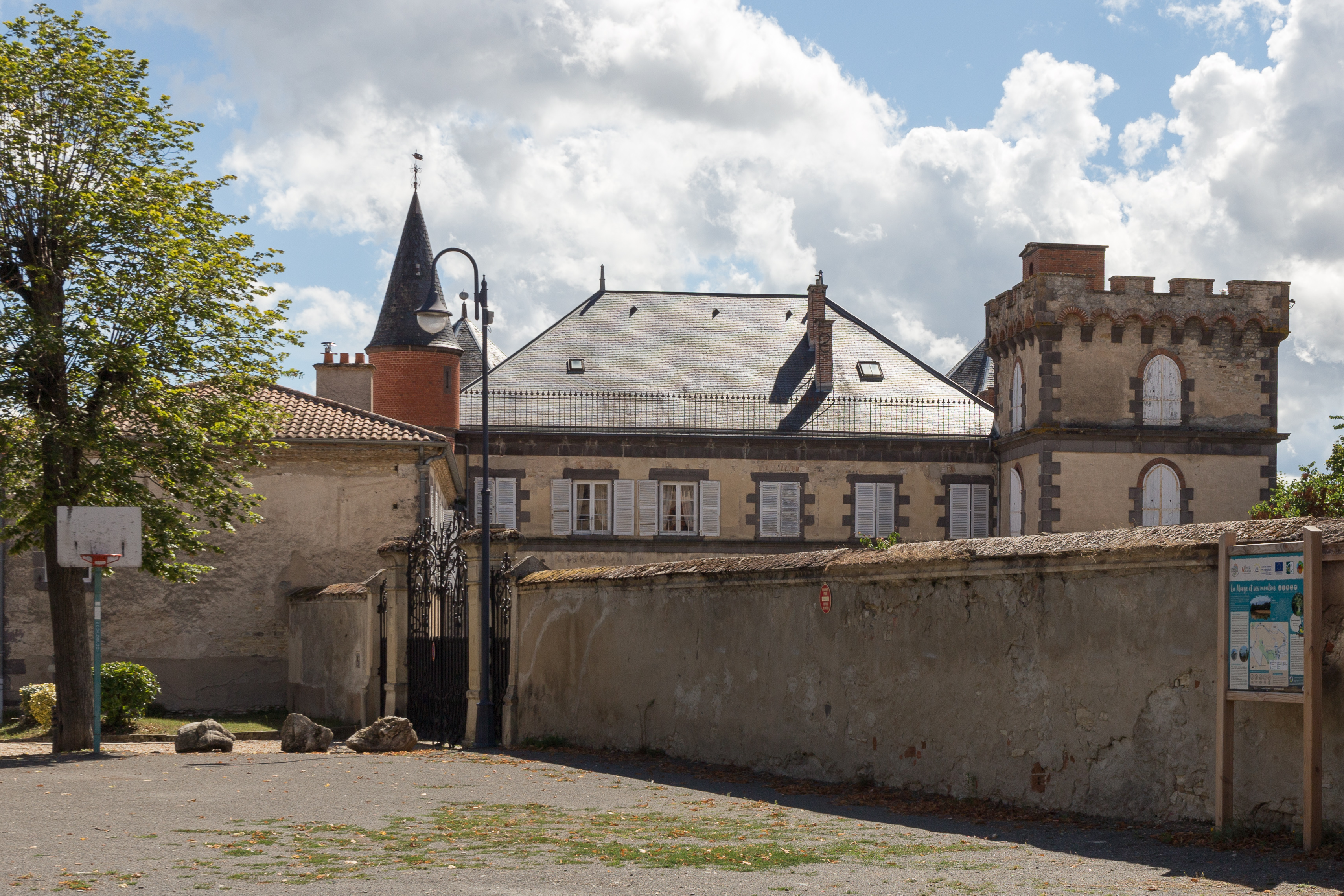
Le château d'Aubiat
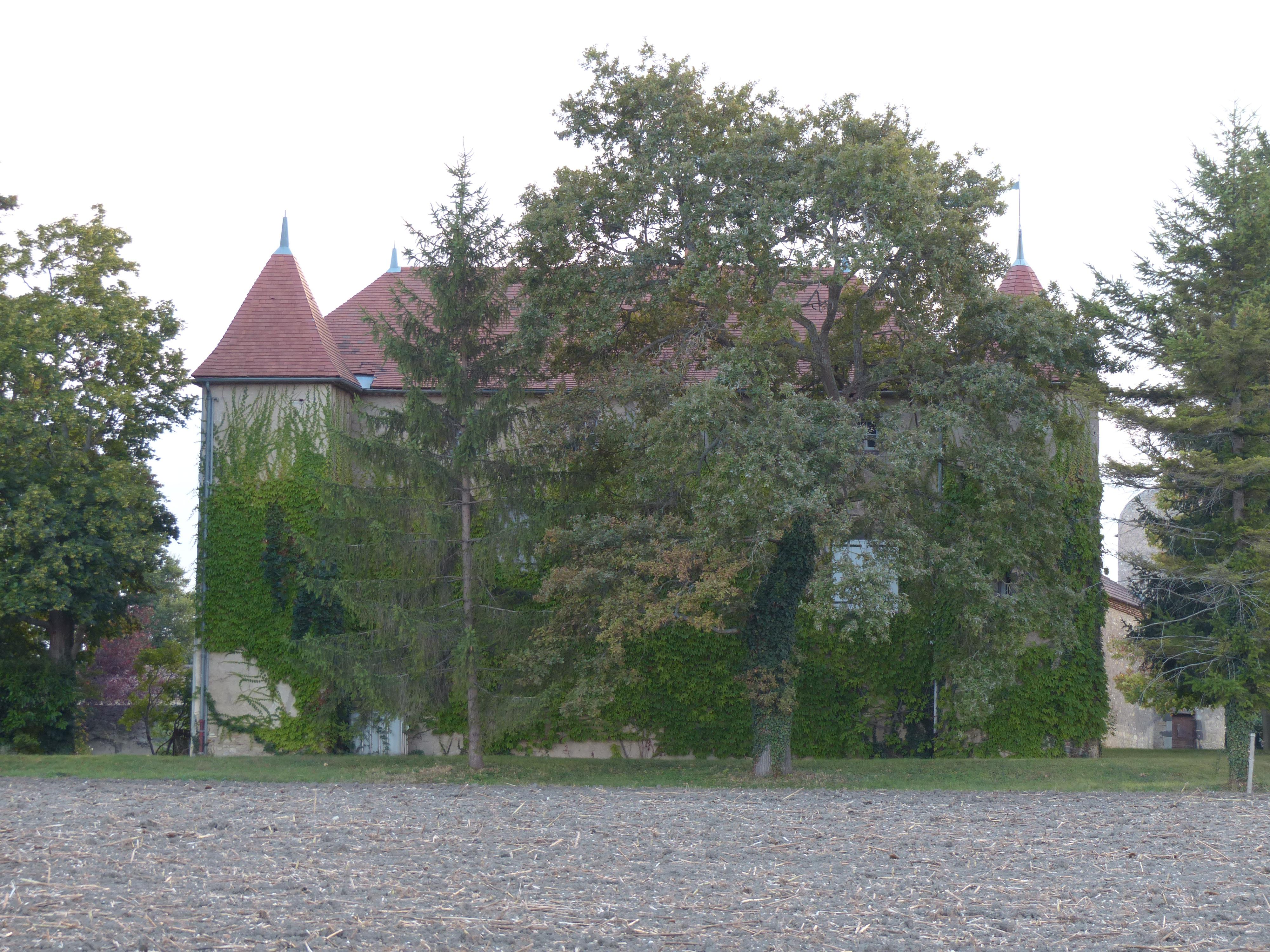
Le château de Persignat

- Le château d'Aubiat, qui appartient au comte de Bonnevie de Pogniat,
- Le château de Mons, qui appartenait au général de division Beker, comte de Mons et de l'Empire, puis à son neveu et fils adoptif Félix Martha-Beker, comte de Mons. Il est aujourd'hui la propriété du groupe Limagrain, dont il abrite un centre de recherches.
- Le château de Montclavel.
- Le château de Persignat, dans le village de Persignat, à l'est de la commune.
- L'église d'Aubiat, dont la reconstruction fut financée par Félix Martha-Beker, comte de Mons, maire d'Aubiat, qui paya les travaux et par son gendre, Louis, comte de Bonnevie de Pogniat, qui fournit le terrain et l'ornementation de l'édifice. Elle fut bénie par l'évêque de Clermont-Ferrand en octobre 1881.

### Personnalités liées à la commune
Le cimetière abrite la sépulture du général de division Beker, comte de Mons et de l'Empire, lieutenant-général de cavalerie, pair de France, président du conseil général du Puy-de-Dôme, grand-croix de l'ordre royal de la Légion d'honneur, grand-croix de l'ordre de Maximilien-Joseph de Bavière, commandeur de l'ordre de Saint-Louis, chevalier de la Couronne de fer, né en 1770 et mort en 1840. Son épouse Antoinette des Aix (1764-1816), sœur aînée du général Desaix, repose à ses côtés.
- Félix Martha-Beker, comte de Mons, ingénieur du corps des Mines, conseiller général du canton d'Aigueperse en 1840, député du Puy-de-Dôme, président du conseil général, maire d'Aubiat, officier de la Légion d'honneur et de l'instruction publique ; il est l'auteur d'une biographie du général Desaix. Sa fille Marie Hélène apporta la propriété de Mons à la famille de Bonnevie de Pognat.
- Louis de Bonnevie, comte de Bonnevie de Pogniat, officier, ami d'Antoine de Saint-Exupéry, mort au Maroc en 1927.
- Le général de division Robert Caillaud, héros de le seconde Guerre mondiale ainsi que des guerres d’Indochine et d’Algérie, est né et mort à Aubiat. Il a donné son nom à la 207e promotion de l'ESM St Cyr[33]. Une rue de la commune porte son nom[34].